# Bandera de Montreal
La bandera de la ciutat de Montreal, onejà per primer cop el maig de 1939 i mostra els principals símbols heràldics de l'escut d'armes de la ciutat. Fou modificada el setembre de 2017.
El 12 de febrer de 2017, l'alcalde de Montreal, Denis Coderre, va anunciar una modificació de la bandera i l'escut d'armes de la ciutat per incloure-hi un símbol en representació dels pobles indígenes. Aquesta fou presentada el 13 de setembre de 2017 en la celebració del 10è aniversari de la Declaració dels Drets dels Pobles Indígenes de les Nacions Unides i coincidint amb el 375è aniversari de la fundació de la ciutat. El símbol va ser triat per les comunitats de les Primeres Nacions de Montreal.

## Símbols
La creu heràldica vermella representa els "motius i principis cristians que governaven els fundadors de la ciutat", segons el lloc web oficial de la ciutat. Els cinc emblemes representen la presència ancestral dels pobles indígenes i els quatre principals grups ètnics europeus que es van establir a la ciutat al segle xix i que també estan representats a la Red Ensing canadenca. Aquests són:
| Imatge | Descripció |
| ------ | --- |
|        | El pi blanc. Emblema de pau entre els pobles autòctons, evoca la seva presència a l'illa de Montreal. |
|        | La flor de lis de la casa reial dels Borbons. Aquest emblema allotjat al primer cantó de l'escut representa l'element francès que, en primer lloc, va prendre possessió del lloc on s'assenta Montreal. L'escut d'armes de la ciutat adoptat el 1833 mostrava un castor, en comptes d'una flor de lis, per simbolitzar l'element franco-canadenc. |
|        | La rosa vermella de la casa de Lancaster. Aquest emblema està allotjat al segon cantó i representa l'element d'origen anglès de la població. |
|        | El card. Aquest emblema situat al tercer cantó de l'escut, representa l'element d'origen escocès de la població. |
|        | El trèvol. Emblema situat al quart cantó de l'escut simbolitza la presència de l'element d'origen irlandès de la població. |

## Evolució de la bandera

Bandera de 1935 a 1939.
Bandera de 1939 a 2017.
Bandera a partir del 2017.